# Siegel der Republik Österreich

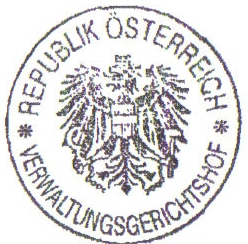
Rundsiegel des Verwaltungsgerichtshofes, das dem Siegel der Republik Österreich entspricht

Siegel der Republik Österreich ist die im Wappengesetz festgelegte Bezeichnung für das von Organen der österreichischen Bundesverwaltung verwendete Siegel.

## Gestaltung
Die Gestaltung des Siegels ist in § 2 Wappengesetz geregelt. Demnach besteht das kreisförmige Siegel aus dem Bundeswappen, welches im oberen Halbkreis von der Aufschrift Republik Österreich umschrieben ist.
Stempel mit dem Wappen und der Aufschrift gelten ebenfalls als Siegel. Unter bestimmten Umständen ist dann auch eine abweichende Gestaltung mit Bezeichnung der jeweiligen Einrichtung im unteren Halbkreis und die Verwendung der abgekürzten Umschrift Rep. Österreich zulässig. Derartige Stempel werden als Rundsiegel oder Rundstampiglien bezeichnet.

## Verwendung
Das Recht zum Führen des Siegels und der Stempel ist in § 5 Wappengesetz in Verbindung mit § 4 Abs. 2 f. Wappengesetz geregelt. Demnach dürfen folgende Organe der Bundesverwaltung das Siegel jedenfalls führen:
- Der Bundespräsident,
- die Präsidenten des Nationalrates,
- der Präsident des Bundesrates,
- der Präsident und Vizepräsident des Rechnungshofes,
- die Mitglieder der Bundesregierung (der Bundeskanzler, der Vizekanzler und die sonstigen Bundesminister)
- die Staatssekretäre sowie
- die Mitglieder der Volksanwaltschaft.

Weiters steht das Recht zum Führen gemäß § 4 Abs. 3 Wappengesetz ebenso dem Landeshauptmann als Organ der mittelbaren Bundesverwaltung (aber nicht den ihm nachgeordneten Ämtern, wie beispielsweise den Bezirkshauptmannschaften), den Behörden, Ämtern, Anstalten und sonstigen Dienststellen des Bundes, den Österreichischen Bundesforsten sowie dem Bundesheer zu; ebenso den Universitäten und Hochschulen einschließlich ihrer Institute, den Fakultäten, den Abteilungen und den besonderen Universitätseinrichtungen, soweit sie wenigstens beschränkte Rechtspersönlichkeit haben, sowie den Verwaltungen der Staatsmonopole (sofern sie nicht als Aktiengesellschaften eingerichtet sind).
Im Wappengesetz ist geregelt, dass je ein Exemplar des Siegelstockes vom Bundespräsidenten und Bundeskanzler verwahrt wird.